# Телебашня Джидды
Телебашня Джидды – третье по высоте здание в Саудовской Аравии и первое в Джидде.

## Описание
В высоту башня достигает 250 м и имеет около восьми этажей; это высочайшая телебашня в Саудовской Аравии. Архитектурная форма здания выполнена в исламском стиле. Она построена из стали и бетона, строительство началось в 2006 году, закончилось в 2007. Является одной из достопримечательностей Джидды и Саудовской Аравии.